# Eulogi Despujol i Dusay
Eulogi Despujol i Dusay   (Barcelona, 11 de març de 1834 - Riba-roja de Túria, 18 d'octubre de 1907), I comte de Casp, fou un militar, polític i governador colonial català.

## Biografia
Era fill del militar i polític carlí Josep Maria Despujol i Ferrer de Sant Jordi, comte de Fonollar, Marquès de la Palmerola i Baró de Montclar. El 1852 ingressà a l'estat major de l'Exèrcit espanyol. El 1860 participà en la guerra d'Àfrica sota el comandament de Joan Prim i Prats i el 1861 a la guerra de la restauració a Santo Domingo, on assolí el grau de tinent coronel.
Després va tornar a la Península, on es va posar de part de la restauració borbònica i va lluitar, per una banda, contra els insurrectes republicans de Saragossa (1874), i per altra en la Tercera Guerra Carlina, derrotant Marco de Bello al Maestrat i a Casp. Alfons XII el va nomenar comte de Casp en 1878 per la victòria obtinguda en Casp sobre les forces carlines. Va ser successivament capità general de Castella la Nova i de València (1876-1878), governador de Puerto Rico (1878-1881, de les Filipines (1891-1893) i capità general de Catalunya (1896-1899). Durant el seu mandat a Catalunya fou conegut per declarar l'estat de guerra quan es va produir el moviment del Tancament de Caixes. També fou diputat del congrés per la província de Puerto Rico a les eleccions generals espanyoles de 1884, districte d'Aguadilla, Congrés dels Diputats:
senador vitalici des de 1896 i per dret propi en 1903. Fou condecorat amb la Creu Llorejada de Sant Ferran i la gran creu de l'orde americà d'Isabel la Catòlica
El 7 de juliol de 1892 va ser el responsable de l'arrest de José Rizal i la seva posterior deportació a l'illa de Mindanao.